# Commissurotomia
Per commissurotomia si intende l'incisione chirurgica di una commissura.

## Cardiochirurgia
Viene utilizzata per patologie relative a una valvola cardiaca e può essere effettuata a cuore aperto e a cuore chiuso.

### Commissurotomia a cuore chiuso
Si può effettuare soltanto qualora i lembi non siano calcifichi e sia conservato l'apparato sottovalvolare.
Gli interventi a cuore chiuso sono rappresentati principalmente da tre tipologie:
- commissurotomia a cuore chiuso per stenosi mitralica
- commissurotomia a cuore chiuso per stenosi valvolare polmonare congenita
- commissurotomia a cuore chiuso per stenosi valvolare aortica congenita

Ultimamente, è diminuito l'approccio a cuore chiuso con palloncino per via transcutanea (portato a livello valvolare e poi gonfiato) poiché si tratta di un intervento alla cieca.

### Commissurotomia a cuore aperto
Si tratta di un intervento con visualizzazione diretta della valvola. È anch'esso un intervento conservativo e prevede la riparazione della valvola senza doverla sostituire.

## Neurochirurgia
Si tratta dell'incisione della commissura anteriore e posteriore, associata a callosotomia. È stata utilizzata per il trattamento di alcune forme di epilessia generalizzata, in modo da limitarle a un unico emisfero cerebrale.